# Rotger Dobbe
Rotger Dobbe (* im 15. Jahrhundert; † 28. Januar 1531) war Domherr und Domscholaster in Münster.

## Leben
Rotger Dobbe entstammte dem Geschlecht der Herren von Dobbe, die nach 1445 in den Besitz des Hauses Lyren kamen und bis zu ihrem Aussterben im Jahre 1793 dessen Besitzer blieben. Er war der Sohn des Wilhelm Dobbe und dessen Gemahlin Berta Sobbe. Sein Bruder Johannes war münsterscher Domherr. Johann Dobbe, ihr Neffe, war ebenfalls Domherr in Münster. Im Jahre 1500 wird Rotger erstmals als Domherr zu Münster und Archidiakon zu Gildehaus urkundlich erwähnt. Das Amt des Vicedominus und Archidiakons zu Ascheberg bekleidete er ab dem 12. November 1509. Im Jahr darauf war er auch Archidiakon zu Eibergen. In Altenberge hatte er das Archidiakonat am 28. Januar 1519 inne. Als Domscholaster wird er erstmals am 17. September 1519 erwähnt. Ihm oblag die Leitung der Domschule. In diesem Amt blieb er bis zu seinem Tode.
Rotger hinterließ der Almosenstiftung der Domherren (Dom-Elemosine) jährliche Renten in Höhe von 21 Goldgulden. Ludger tom Ring schuf in Rotgers Todesjahr 1531 ein Epitaph, das sich im Ostquerhaus des Doms zu Münster befindet. Es wurde durch die Wiedertäufer total zerstört, so dass der Künstler im Jahre 1538 das Werk, welches zu seinen bedeutendsten gehört, neu schuf.